# Саси Бјанки (Пиза)
Саси Бјанки је насеље у Италији у округу Пиза, региону Тоскана.
Према процени из 2011. у насељу је живело 24 становника. Насеље се налази на надморској висини од 426 м.